# Larroque-Saint-Sernin
 Larroque-Saint-Sernin  là một xã thuộc tỉnh Gers trong vùng Occitanie tây nam nước Pháp. Xã này có độ cao trung bình 145 mét trên mực nước biển.